# Laminium
Laminium (grec Λαμίνιον) fou una ciutat dels carpetans (o segons alguns dels oretans) a Hispània i després del convent jurídic de Cartago Nova i de la província Cartaginense. Inicialment fou ciutat estipendiària (tributària). Dins del seu terme estava el naixement del riu Anas (Guadiana).
Encara no es coneix l'emplaçament exacte de la ciutat. Diversos autors consideren com a tal un lloc dins dels termes d'Alhambra o Daimiel a Ciudad Real, o bé Oretana, Munera, Ossa de Montiel o Villarrobledo a Albacete.